# یک و نیم بار وابسته به عشق
یک و نیم بار وابسته به عشق (به هندی: Dedh Ishqiya) فیلمی محصول سال ۲۰۱۴ و به کارگردانی آبیشک چابوی است. در این فیلم بازیگرانی همچون مادهوری دیکشیت، آرشاد وارسی، نصیرالدین شاه، هما قریشی، ویجای راز ایفای نقش کرده‌اند.